# Régions (chaîne de télévision)
Pour les articles homonymes, voir Région.
Régions est une chaîne de télévision thématique publique française consacrée aux régions françaises. Créée en 1998, elle cesse d'émettre le 2 février 2003 à la suite de ses mauvaises audiences depuis 2001 et de l'abandon de ses actionnaires, à partir de 2000.

## Histoire de la chaîne
Régions est créée par France 3 en 1998 pour contribuer à la création d'un bouquet de chaînes thématiques autour de TPS dont France Télévisions est alors coactionnaire à 25 %. C'est à la même époque que le groupe lance Mezzo.
À partir de 2001, le taux d'audience de la chaîne s'effondre, ce qui entraîne un questionnement sur son avenir. Au lendemain de la vente des parts de TPS, la décision est prise par le conseil d'administration du groupe de limiter l'extension des chaînes thématiques et ainsi d'arrêter la diffusion de Régions.
Le 2 février 2003, date où la chaîne Régions va cesser d'émettre, au matin, Jean-François Lixonet Emmanuelle présentent sa toute dernière émission En attendant la mire... où ils font revivre aux téléspectateurs l'histoire et les meilleurs moments de la chaîne.
Le 2 février 2003, à 23 h 30, Régions cesse définitivement d'émettre. L'écran noir apparaît alors que s'affiche le message suivant :
« La chaine Régions a cessé d'émettre. Merci de nous avoir été fidèles. Plus d'infos sur www.regions-tv.fr ou au 04 72 18 83 83. »
Le générique d'adieu réunissant les noms des 356 collaborateurs de Régions, diffusé après En attendant la mire..., peut être rapproché de ceux de La Cinq en 1992 et de TV6 en 1987, juste avant son remplacement par M6.

## Organisation

### Dirigeants
Directeur général :
- Rémy Pflimlin : 11 mai 1998 - 2 février 2003

### Capital
À sa création, le capital de la chaîne est détenu à 51 % par France 3, à 39 % par France Télécom et à 10 % par le Crédit local de France Dexia. Elle perçoit une rémunération de TPS.

### Siège
Le siège de Régions est installé d'abord à Saint-Cloud dans la banlieue parisienne, puis à Écully près de Lyon, dans les locaux de France 3 Sat et de la chaîne européenne EuroNews.

## Programmes
Sa base de programme est essentiellement composée des magazines régionaux de France 3 et de la reprise des programmes de France 3 Sat.

### Audiences
La chaîne Régions réalise de bonnes audiences à ses débuts, allant jusqu'à 15 % de part d'audiences. Mais, à partir de fin 2001, les audiences commencent à décliner, passant de 15 % à 6 %. Le 2 février 2003 au matin, un pic d'audience allant de 6 à 20 % a est réalisé, le plus élevé de la chaîne pour son dernier jour d'émission.

## Animateurs principaux
- Chrystel Chabert
- Emmanuelle Dancourt
- Sybille Garnier
- Yann Gonon
- Franck Grassaud
- Isabel Hirsch
- Fabienne Jouan Gilbertas
- Christine Jourdan
- Cyril Lichan
- Jean-François Lixon
- Laurent Luyat
- Jean-Paul Merlin
- Marc-Antoine Montoya
- Isabel Mounier
- Laurent Peyrard
- Marie-Sophie Plaziat
- Stéphane Thebaut
- Évelyne Thomas